# 김진만 (1982년)
김진만(1982년 8월 31일 ~ )은 대한민국의 배우이다.

## 학력
- 한국방송통신대학교 문화교양과

### 드라마
- 2022년 MBC 금토드라마 《금수저》 ... 형사 역

### 영화
- 2012년 영화 《26년》 ... 수호파 덩치 4 역
- 2016년 영화 《마스터》 ... 원 네트워크 회원 11 역
- 2017년 영화 《더 킹》 ... 들개파 7 역
- 2017년 영화 《조작된 도시》 ... 교도관 역
- 2017년 영화 《포크레인》 ... 경호원 1 역
- 2017년 영화 《범죄도시》 ... 춘식이파 조직원들 역
- 2020년 영화 《지푸라기라도 잡고 싶은 짐승들》 ... 사우나 2 역
- 2022년 영화 《부기나이트》 ... 세일러 역
- 2022년 영화 《늑대사냥》 ... 오덕수 역
- 2023년 영화 《30일》 ... 남 감독 역

### 연극
- 2010년 연극 《오! 브라더스》 ... 딕 역
- 2010년 연극 《오! 브라더스》 (부산공연) ... 딕 역
- 2011년 연극 《오! 브라더스》 ... 딕 역
- 2011년 연극 《오! 브라더스》 ... 딕 역
- 2011년 연극 《오! 브라더스》 (고양공연) ... 딕 역
- 2011년 연극 《오! 브라더스》 (인천공연) ... 딕 역
- 2011년 ~ 2012년 연극 《오! 브라더스》 (전주공연) 딕 역
- 2012년 연극 《투룸쇼》 ... 리차드 역
- 2012년 ~ 2013년 연극 《프리즌》 ... 형사 역
- 2013년 연극 《프리즌》 ... 클럽사장 & 형사 역
- 2013년 ~ 2014년 연극 《프리즌》 ... 클럽사장 & 형사 역
- 2013년 ~ 2014년 연극 《굿 닥터》
- 2014년 연극 《굿 닥터》
- 2014년 연극 《대박포차》 ... 김 형사 역
- 2014년 연극 《대박포차》 ... 김 형사 역
- 2014년 ~ 2015년 연극 《프리즌》 ... 클럽사장 & 형사 역
- 2015년 연극 《그대와 영원히》 ... 김성진 역
- 2015년 연극 《대박극장》

## 뮤지컬
- 2010년 골생원
- 2010년 장릉의 지문
- 2010년 맥베
- 2010년 리어왕
- 2010년 햄릿
- 2010년 정조대왕

## 공연
- 2010년 ~ 2011년 오!브라더스 세익스피어 극장
- 2011년 오!브라더스 오 브라더스 전용관
- 2011년 오!브라더스 서울 영등포아트홀
- 2011년 오!브라더스 고양
- 2011년 오!브라더스 인천
- 2012년 투룸쇼
- 2012년 프리즌
- 2013년 프리즌 서울 홍익대학교
- 2014년 굿닥터
- 2014년 대박포차 대학로 이수아트홀
- 2014년 대박포차 가든씨어터
- 2014년 프리즌 대학로 아티스탄홀
- 2015년 그대와 영원히
- 2015년 대박극장
- 2016년 대박극장 - 이랑씨어터
- 2016년 그대와 영원히
- 2016년 레전드히어로 삼국전
- 2017년 그대와 영원히 대학로 서원아트홀
- 2017년 그대와 영원히 이수아트홀
- 2018년 키스&메이크업 SH아트홀
- 2018년 내 모든 걸 제2관
- 2019년 내 모든 걸 서울